# Helina dubia
Helina dubia är en tvåvingeart som först beskrevs av Jacques-Marie-Frangile Bigot 1885.  Helina dubia ingår i släktet Helina och familjen husflugor. Inga underarter finns listade i Catalogue of Life.